# Almendralejo
Almendralejo là một đô thị trong tỉnh Badajoz, Extremadura, Tây Ban Nha.